# Marcellin La Garde
Pour les articles homonymes, voir La Garde.
Marcellin La Garde ou Lagarde, écrivain romantique belge de langue française, est né le 2 décembre 1818 à Sougné (actuellement commune d'Aywaille, province de Liège, Belgique) et est mort à Saint-Gilles (Bruxelles) le 28 octobre 1889.
Après des études de droit, Marcellin Lagarde (qui par la suite écrira plus souvent son nom La Garde) commence à Liège une carrière littéraire, qu'il fait débuter avec des poésies lamartiniennes. En 1843, nommé historiographe au Ministère de l'Intérieur et chargé de travaux historiques pour le Gouvernement, il s'établit à Bruxelles et publie, vers la fin des années 1840, ses premiers ouvrages historiques, qu'il fera suivre par des ouvrages de vulgarisation, qu'il rédige alors qu'il devient professeur à Arlon. C'est là qu'il passe au roman historique avec Les derniers jours de Clairefontaine (1850), suivi par Le dernier Sire de Seymerich (1852).
En 1858, La Garde publie chez Schnée son premier recueil de contes, genre par lequel connait le succès, et qui le fera passer à la postérité : Le Val de l'Amblève. Histoire et scènes ardennaises. Il récidivera en 1865 avec Histoire et scènes du Val de la Salm, des textes qui, comme les premiers avaient le plus souvent été publiés dans L'émancipation. En 1870, il fonde l'hebdomadaire L'Illustration européenne, où il publie des romans mélo-dramatiques, mais aussi de nouveaux contes, qui seront réunis après sa mort sous les  titres de  Les Légendes de la Basse-Meuse  ou Le Val de l'Ourthe. Histoires et légendes ardennaises.  
Nombre des histoires inventées par La Garde, ou inspirées de chroniqueurs antérieurs (car, contrairement à ce qu'il déclare, il n'a guère recueilli de tradition orale), ont maintenant repassé dans le folklore ardennais. 
Le style de La Garde est souvent néo-classique et parfois scolaire, et les clichés abondent dans son œuvre. Mais celle-ci vaut par son ton direct, son imagination et son didactisme sans lourdeur.
En 1992, la collection patrimoniale Espace Nord (Bruxelles, Labor) publie un choix de diverses légendes dans un volume intitulé Récits de l'Ardenne, choix opéré par Jean-Marie Klinkenberg, auteur d'une étude dans ce volume.
En 2013, une nouvelle version des Légendes de l'Amblève a été écrite par Bruno Bernard traduite en huit langues pour une mise en ligne sur supports téléchargeables. Les versions sont illustrées et auditives sur le concept de StoriesBox créé par Anne Van Espen.
En 2023, Franz Clément, auteur originaire de la Province de Luxembourg, publiera aux éditions Memory l'ouvrage "Légendes de Haute Ardenne: Pays de Salm et voisinage" dans lequel plusieurs des écrits de La Garde seront également réécrits et réinterprétés. 